# Box of Secrets (álbum)
Box of Secrets es el álbum debut de la banda de rock inglesa Blood Red Shoes, el cual fue lanzado al mercado el 14 de abril de 2008 bajo el sello de la casa productora Mercury Records. Sin embargo, el álbum podía encontrarse en internet desde noviembre de 2007 debido a una filtración anónima.

## Recopilación
Muchas de las canciones del disco fueron lanzadas anteriormente como sencillos de edición limitada, incluyendo "I Wish I Was Someone Better", "ADHD", "It's Getting Boring By the Sea" y "You Bring Me Down". Este último sencillo fue regrabado y relanzado antes del estreno de Box of Secrets. Por su parte "Try Harder" fue B-side durante el lanzamiento del sencillo "You Bring Me Down". Todos los sencillos de la banda aparecen como versiones regrabadas en este álbum, con la excepción de "I Wish I Was Someone Better". El sencillo "Say Something, Say Anything" fue lanzado el 7 de abril de 2008 para que coincidiera con la fecha de lanzamiento del disco.
Curiosamente, existe una canción también llamada Box of Secrets, pero esta no aparece en el disco. En cambio, fue lanzado como B-side del sencillo "It's Getting Boring by the Sea" y también junto con la compilación I'll Be Your Eyes. El título del disco proviene de una frase que ambos integrantes usan para describir cosas que solo pueden decirse uno al otro.
En la última pista del disco, "Hope You're Holding Up", podemos apreciar una colaboración con violín interpretado por Harriet de la banda Los Campesinos!. Esta es la única canción de los Blood Red Shoes en la que figura otra persona tocando un instrumento además de ellos.

## Listado de canciones
Todas las canciones escritas y compuestas por Blood Red Shoes. 
| N.º | Título                           | Duración |  |
| 1.  | «Doesn't Matter Much»            | 3:25     |  |
| 2.  | «You Bring Me Down»              | 3:42     |  |
| 3.  | «Try Harder»                     | 3:50     |  |
| 4.  | «Say Something, Say Anything»    | 3:12     |  |
| 5.  | «I Wish I Was Someone Better»    | 3:48     |  |
| 6.  | «Take the Weight»                | 4:38     |  |
| 7.  | «A.D.H.D»                        | 3:17     |  |
| 8.  | «This Is Not for You»            | 4:32     |  |
| 9.  | «It's Getting Boring by the Sea» | 2:56     |  |
| 10. | «Forgive Nothing»                | 3:10     |  |
| 11. | «Hope You're Holding Up»         | 5:12     |  |